# Hugo Pigeon
Pour les articles homonymes, voir Pigeon (homonymie).
Hugo Pigeon, né le 15 septembre 1996 à Avignon, est un coureur cycliste français. Spécialiste du cyclo-cross et du VTT, il devient en 2014 champion d'Europe puis champion du monde du relais mixte.

## Palmarès en VTT

### Championnats du monde
- Hafjell 2014
  -  Champion du monde du relais mixte (avec Maxime Marotte, Jordan Sarrou et Pauline Ferrand-Prévot)
- Val di Sole 2021
  -  Médaillé d'argent du cross-country à assistance électrique
- Les Gets 2022
  -  Médaillé d'argent du cross-country à assistance électrique
- Glasgow 2023
  -  Médaillé d'argent du cross-country à assistance électrique
- Pal Arinsal 2024
  -  Médaillé de bronze du cross-country à assistance électrique

### Coupe du monde
- Coupe du monde de cross-country à assistance électrique
  - 2021 : 10e du classement général
  - 2022 : 9e du classement général
  - 2023 : 13e du classement général

- Coupe du monde d'enduro à assistance électrique
  - 2024 : 3e du classement général, vainqueur d'une manche

### Championnats d'Europe
- Saint-Wendel 2014
  -  Champion d'Europe du relais mixte (avec Jordan Sarrou, Margot Moschetti et Maxime Marotte)

### Championnats de France
- 2013
  - 3e du championnat de France cross-country juniors
- 2014
  -  Champion de France de cross-country juniors

## Palmarès sur route
- 2015
  - 2e étape du Tour de la CABA (contre-la-montre par équipes)
- 2016
  - Prix du Jura Nord
  - 3e du Tour du Beaujolais
- 2017
  - Tour de la CABA :
    - Classement général
    - 2e étape (contre-la-montre par équipes)

## Palmarès en cyclo-cross
- 2013-2014
  - 2e du championnat de France de cyclo-cross juniors